# Огаден

Огаден на мапі Ефіопії

Прапор Огадену

7°17′ пн. ш. 44°18′ сх. д. / 7.28° пн. ш. 44.3° сх. д.
Огаден (амх. ኦጋዴን) — регіон на сході Ефіопії, на території якого живуть сомалійці і який був спірною територією між Ефіопією та Сомалі в 1970-х. Площа регіону близько 200 000 км ², межує з Джибуті, Кенією і Сомалі. Столицею регіону є місто Джиджига. Огаден — це плато, його висота над рівнем моря становить 1500 метрів на північному заході, уздовж південного кордону висота падає на 300 метрів. Області Огадена з висотою від 1400 до 1600 метрів характеризуються як напівпосушливі, тут випадає 500—600 мм опадів на рік. Більш типовою для решти Огадена є кількість опадів у 350 мм і менше. Пейзаж складається з густих чагарників, лісових луків і пагорбів. Впродовж останніх років в Огадені спостерігається зниження рівня опадів, що, у свою чергу, призводить до збільшення кількості великих посух: найбільш посушливі часи були в 1984, 1985, 1994, 1999 і 2000 роках. За твердженнями огаденських скотарів, вони втратили близько 70-90 % від загальної кількості своєї худоби.

## Історія
Існує не так багато історичних текстів, що описують те, які люди жили в сьогоднішньому регіоні Ефіопії — Огадені. Огаден був частиною мусульманського султанату в 13-му столітті і на початку 14 століття. Межі султанату поширювалися на дві області Ефіопії: Шоа і Аддис-Абеба. Пізніше в Огадені з'явилося своє власне королівство — Адалія, що існувало з кінця чотирнадцятого і до останньої чверті дев'ятнадцятого століття. Між королівством Адалія і Королівством Абісинія протягом усього цього часу тривав конфлікт. У першій половині 16-го століття, більшість абісинських територій були завойовані і потрапили під контроль королівства Адалія. Ахмад ібн Ібрагім аль-Газі, командир армії сомалійців з королівства Адалія, керував операцією із захоплення територій абісинців. В останній чверті дев'ятнадцятого століття Огаден був завойований імператором Ефіопії — Менеліком II. У 1897 було підписане перемир'я, згідно з яким Огаден увійшов до складу Ефіопії.
Огаден було приєднано до Італійського Сомалі в 1936, після перемоги Італії у Другій італійсько-ефіопській війні. Сомалійці (корінне населення Огадена) з захопленням сприйняли об'єднання з іншими областями, населеними сомалійцями. Британці після завоювання Італійської Східної Африки прагнули об'єднати Огаден з Британським Сомалі та колишнім Італійським Сомалі задля створення Великого Сомалі, ідея була підтримана багатьма сомалійцями Огадену.. У 1945, Ефіопія звернулася з проханням до Великої Британії та США щодо повернення до її складу Огадену і Еритреї. Але прохання Ефіопії залишилися не почутими, і згадані області залишилися під контролем Великої Британії. Лише після втручання американців всі ці терени у 1954 р. були повернуті Ефіопії, за винятком Французького Сомаліленду.
Наприкінці 1970-х внутрішні заворушення в Огадені поновилися. Фронт Визволення Західного Сомалі вдався до партизанської тактики щоб протистояти ефіопській владі. Сомалі підтримало повстанців і оголосило війну Ефіопії. У результаті Ефіопія отримала перемогу, і Огаден знову повернувся в конституційне поле країни.
У 2007 році Ефіопія ввела війська в Огаден після того, як сепаратисти вбили десятки цивільних службовців і співробітників охорони на об'єкті з видобутку нафти. Головне повстанське угрупування тепер називається Фронт національного визволення Огадену, його метою є боротьба проти ефіопського уряду.

## Екологія
Цей регіон був історичним середовищем проживання гієноподібних собак (Lycaon pictus), що перебували під загрозою зникнення. Зараз їх там не залишилося.